# Молекулярная биология (журнал)
Молекулярная биология — российский научный журнал, основанный в СССР в 1967 году. Освещает проблемы молекулярной, клеточной и компьютерной биологии, включая структурную и функциональную геномику, транскриптомику, протеомику, биоинформатику, биомедицину, молекулярную энзимологию, молекулярную вирусологию и иммунологию, теоретические основы биотехнологии, физику и физическую химию белков и нуклеиновых кислот, касается проблем молекулярной эволюции. Ежегодно публикуются тематические номера, посвященные наиболее быстро развивающимся областям физико-химической биологии и юбилеям выдающихся ученых.
Журнал включен в библиографические базы данных Biological and Agricultural Index, CAB Abstracts, Chemical Abstracts Service (CAS), Index Medicus (Medline), Microbiology Abstracts Section B: Health & Safety Science Abstracts, SCOPUS, Virology and AIDS Abstracts.
Журнал выходит на русском и английском языках.
Включён в список научных журналов ВАК.